# Darkwing Duck
Darkwing Duck (Darkwing Duck no Brasil e O Pato da Capa Preta em Portugal) é uma série televisiva de animação da Walt Disney Television Animation de 1991. O desenho foi originalmente exibido no Brasil pela TV Globo em 1994, dentro do bloco Disneylândia do programa Xuxa Park, mas também já foi exibido na emissora nos programas TV Colosso, Angel Mix e Festival de Desenhos. Já na TV paga, o desenho foi exibido no extinto Disney Weekend. Em Portugal, foi exibido no Club Disney pelo Canal 1 em versão original com legendas em português.
O desenho é uma sátira ao Batman, além do próprio Darkwing, os personagens Patoringa (Coringa) e Tuskernini (Pinguim) satirizam o seriado. Há também uma menção aos filmes de James Bond, com a inclusão de uma agência secreta e o personagem Bico de Aço, que usa smoking como o 007.
Embora originalmente acreditado por alguns fãs como um spin-off da série DuckTales de 1987, o criador Tad Stones afirmou em um relatório de 2016 que acredita que os dois shows existem em universos diferentes. Apesar disso, os personagens coadjuvantes Capitão Bóing e Gizmoduck aparecem em ambas as séries em papéis semelhantes à DuckTales, e ao fato de que o Tio Patinhas, o personagem principal de DuckTales, é mencionado no episódio "Tiff of the Titans", de Darkwing Duck, que estabeleceu uma relação com ambos os programas. 
Além disso, a série de histórias em quadrinhos de DuckTales lançada em 2011 pela Boom! Studios! faz referência ao Darkwing Duck e apresenta vários vilões da série. Um crossover entre a série de quadrinhos do Darkwing Duck e a série de quadrinhos DuckTales ocorre respectivamente nas edições 17-18 e 5-6 da série, de cada uma. Um reboot da série está em desenvolvimento no Disney+.

## Personagens

### Principais
- Darkwing Duck/Drake Mallard: Um herói atrapalhado que luta contra os mais terríveis vilões que ameaçam a sua cidade usando seus equipamentos, astúcia e por vezes desastres. É pai de Gosalyn e tem como principal ajudante o Capitão Bóing. Sempre que entra em cena recita a mesma frase "Eu sou o terror que voa na noite, eu sou Darkwing Duck!". Sua maior paixão é a bruxa Morgana que também é sua aliada na luta contra o crime. Possui uma versão oposta e maligna conhecido como Nega Duck, do qual aparece como vilão principal nos últimos episódios.
- Capitão Bóing: Originalmente vindo de DuckTales. É o assistente de Darkwing Duck, a quem ele chama de DW. O acompanha na maioria das missões e é o piloto da nave de Darkwing, embora que nesta versão ele não caia tanto como em DuckTales. É também um grande fã dele.
- Gosalyn Mallard: A filha adotiva de Darkwing. É uma garota agitada e meio rebelde que muitas vezes acompanha seu pai em suas aventuras quase sempre solucionando o crime antes dele. Seu melhor amigo é o Honker.

### Família Pé-de-Pato

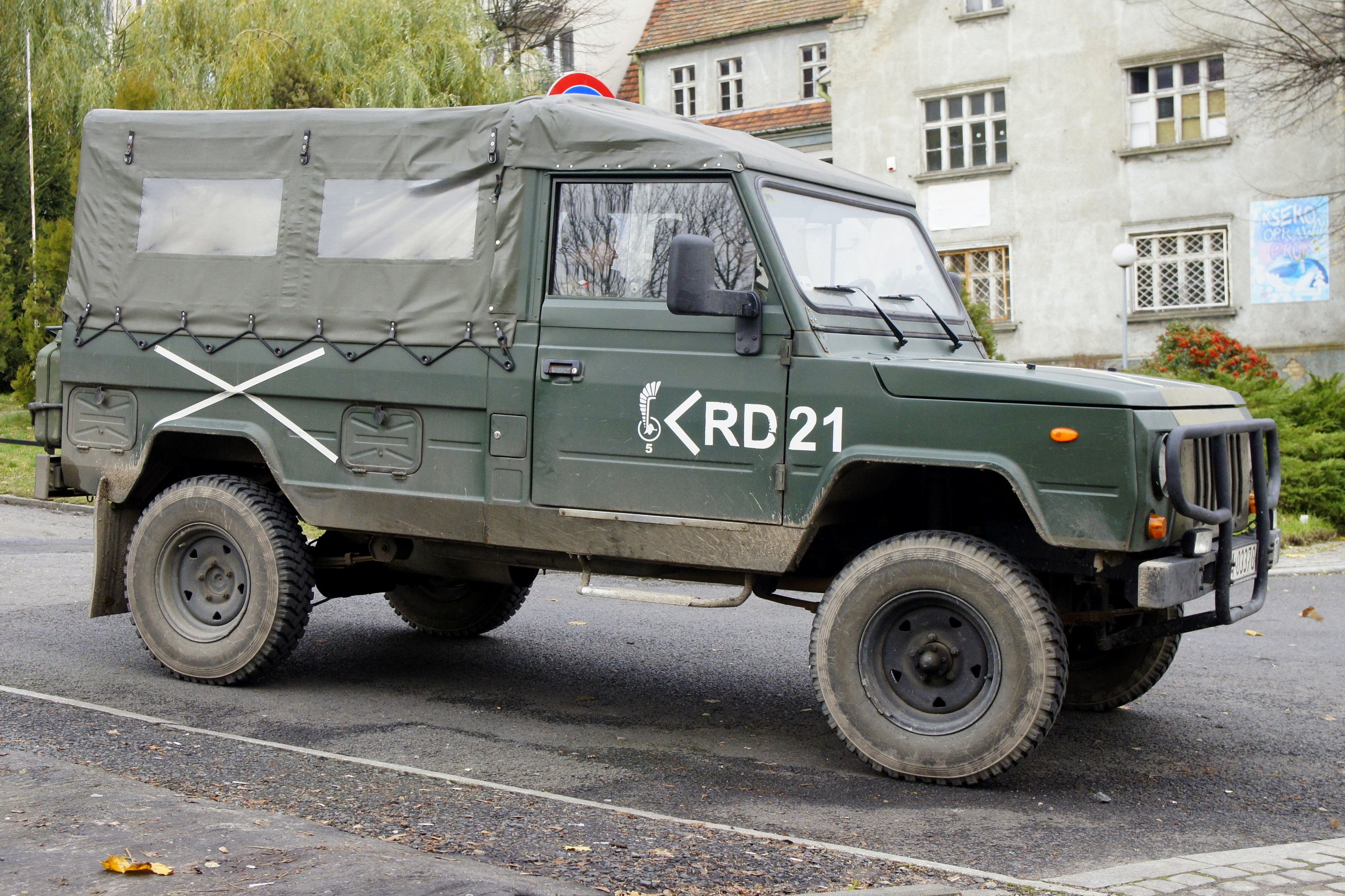
Herb Pé-de-Pato - O pai de Honker e Tank e o vizinho de Darkwing. É bastante animado e sempre tenta chamar a atenção de seu vizinho Darkwing mesmo ele o detestando por achá-lo irritante.
- Binkie Pé-de-Pato - A esposa de Herb e também vizinha de Darkwing. Assim como o marido também é bastante animada e irrita Darkwing.
- Honker Pé-de-Pato: O melhor amigo da Gosalyn. É muito inteligente e estudioso e é um bom garoto diferente de seu irmão Tank. Muitas vezes segue Darkwing e Gosalyn em suas aventuras.   - Honker Muddlefoot
- Tank Pé-de-Pato: O irmão mais velho de Honker. Um garoto que sempre tenta incomodar Honker e Gosalyn sendo praticamente o oposto de seu irmão.

### Patos Justiceiros
- Morgana McCawber: Uma feiticeira namorada de Darkwing. A princípio apareceu como vilã, mas acabou sendo reformada se aliando a ele e apaixonando profundamente com ele. Possui duas aranhas de estimação chamadas Eek e Squeak das quais se comunicam com ela e são amigas de Gosalyn.
- Robô Pato/Fenton Crackshell: Também conhecido como Gizmo Duck.[carece de fontes?] É um super-herói robótico que luta contra o crime através de seu corpo robótico sendo uma paródia do Robocop. Darkwing possui uma rivalidade com ele já que ele prefere combater o crime sem usar poderes diferente dele, mas mesmo assim são amigos e aliados. Assim como o Capitão Bóing ele também veio do DuckTales.[3]

Gizmo Duck

- Neptunia - Um peixe mutante humanoide protetora dos mares e aliada de Darkwing. Ela faz parte dos Patos Justiceiros mesmo não sendo um pato.
- Stegmutt - Um pato que teve seu DNA geneticamente alterado virando uma criatura similar a um Estegossauro. A princípio era ajudante do vilão Dr. Fóssil, um cientista louco que queria transformar todos em dinossauros assim como eles, mas logo se tornou amigo de Gosalyn e consequentemente de Darkwing.

### Vilões
- Nega Duck: É a versão oposta de Darkwing vindo de outra dimensão conhecida como "Negaverso", da qual todos que são do bem na realidade são maus e vice versa. Aparece mais pros últimos episódios se tornando o vilão principal e fazendo com que Megavolt, Patoringa, Pato Planta e Liquidator se unam a ele formando o Quinteto Temerário (Fearsome Five). No final da série é derrotado por Darkwing sendo arrastado para um buraco negro dimensional onde acaba desaparencendo.

- Megavolt/Elmo Sputterspark: Um rato com um corpo bateria capaz de armazenar e soltar raios. É um dos vilões que mais aparecem tendo inclusive se aliado a Nega Duck nos últimos episódios.

- Patoringa - Um pato louco fabricante de brinquedos altamente perigosos paródia do Coringa. É caracterizado pela sua loucura, da qual é designada como seu "poder" especial. É aliado de Nega Duck nos episódios finais.

- Pato Planta/Dr. Bushroot - Um pato cientista louco com um DNA parte vegetal capaz de controlar as plantas e usá-las em seus planos de dominação mundial. Antes seu nome era Reginaldo Bushroot, um biólogo que trabalhava na St. Canard University onde trabalhava no experimento de integrar o cloroplastos de uma planta com a de um animal, na tentativa dar os animais a capacidade de se alimentarem através da fotossíntese. Mas seus fundos foram cortados e para consegui-los, decidi fazer o experimento nele mesmo o que dá certo mas com drásticas consequências. É aliado de Nega Duck nos episódios finais.

- Liquidator/Bud Flood - Era um repórter de notícia que havia roubado toda água da cidade e alterado ela geneticamente para que apenas sua água fosse vendida. Porém ao Darkwing tentar detê-lo ele acabou caindo num dos barris químicos dele tendo seu corpo alterado para o de um ser mutante composto de água. É aliado de Nega Duck nos episódios finais.

- Tauro Buba: Seu primeiro inimigo. Reaparece na terceira temporada como um ciborgue. Usado com o propósito de critica ao livro Taras Bulba de Nikolai Gogol. Considerado em larga escala como o seu pior inimigo.

- Cabeça de Martelo: Trabalha para o Tauro Buba.

- Bico de Aço: Originalmente chamado de Steelbeak. Seu nome vem do fato de seu bico ser feito de aço, mas ninguém sabe como ele conseguiu. É um galo suave e manipulador agente chefe da organização criminosa F.O.W.L.

## Dubladores (1993-1995 Brasil)
- Darkwing Duck/Nega Duck: Nelson Machado
- Capitão Bóing: Tatá Guarnieri
- Gosalyn Mallard: Marli Bortoletto
- Honker/Tank: Angélica Santos
- Herb: César Leitão
- Binkie: Alessandra Araújo
- MegaVolt: Carlos Silveira
- Patoringa: Paulo Porto
- Pato Planta: Hélio Vaccari
- Liquidator: Francisco Borges
- Tauro Buba: Antônio Moreno
- Bico de Aço: Élcio Sodré
- Morgana McCawber: Patrícia Scalvi
- Direção de dublagem: Nelson Machado/Nelson Batista
- Estúdios de dublagem: Megassom/Sigma

## Histórias em Quadrinhos
Em 1991 foi lançada nos Estados Unidos a Revista de Darkwing Duck. Algumas das histórias já foram publicadas no Brasil.